# 新石頭記
《新石頭記》是晚清著名小說家吳趼人所作的章回小說，共40回。小說於1905年始於《南方報》連載，署名‘老少年’。後由上海改良小說社於1908年(光緒三十四年)出版單行本。

## 作者簡介
吳趼人，原名沃堯，字小允，又字繭人，後改字趼人，廣東佛山人。清同治五年（1866年）四月十六日生於北京，十七歲喪父，十八歲到上海謀事，常為報紙撰寫小品文。其後，於光緒二十九年始，在《新小說》雜誌上先後發表《電數奇談》、《九命奇冤》、《二十年目睹之怪現狀》等，其中《二十年目睹之怪現狀》轟動一時，影響深遠，為晚清「四大譴責小說」之一，專以揭露和譴責社會上的醜惡現象。他一生創作的小說有30多種，人稱“小說鉅子”，是清末譴責小說的傑出代表，與李伯元、劉鶚、曾樸合稱晚清四大小說家。《新石頭記》正是他其中一部重要作品。

## 內容大要
從書名看，《新石頭記》是《紅樓夢》續書，然內容上，其與後者的關聯性不算大。其內容主要講述賈寶玉再度入世，歷史背景卻移至晚清時期，讓他親歷晚清社會種種新奇、不平事。後來，一次偶然，他誤入「文明境界」，目睹境內先進的科技，優良的制度等，不勝唏噓。全書作者通過前半部份晚清黑暗的社會現實反襯後半部份「文明境界」的先進，從而表達作者個人的政治理想和抱負。本書是中國晚清時期其中一部科幻小說。
話說寶玉出家當了和尚，終日百無聊賴。一日，凡心再起，想起當日女媧補天，只剩他一塊不用。如今，若能酬當時補天之願，也算不枉此生，於是蓄髮還俗，離開青埂峰，以了此願。豈知，時光荏苒，人世間已過了不知多少世，到了晚清時期，榮、寧二府固然不見，就連其他事物也與從前大為不同......